# Kościół Narodzenia Najświętszej Maryi Panny w Krowiarkach
Kościół Narodzenia Najświętszej Maryi Panny – murowany z cegły i kamienia neoromański kościół z 1909 r., stojący przy ul. Wyzwolenia w Krowiarkach.

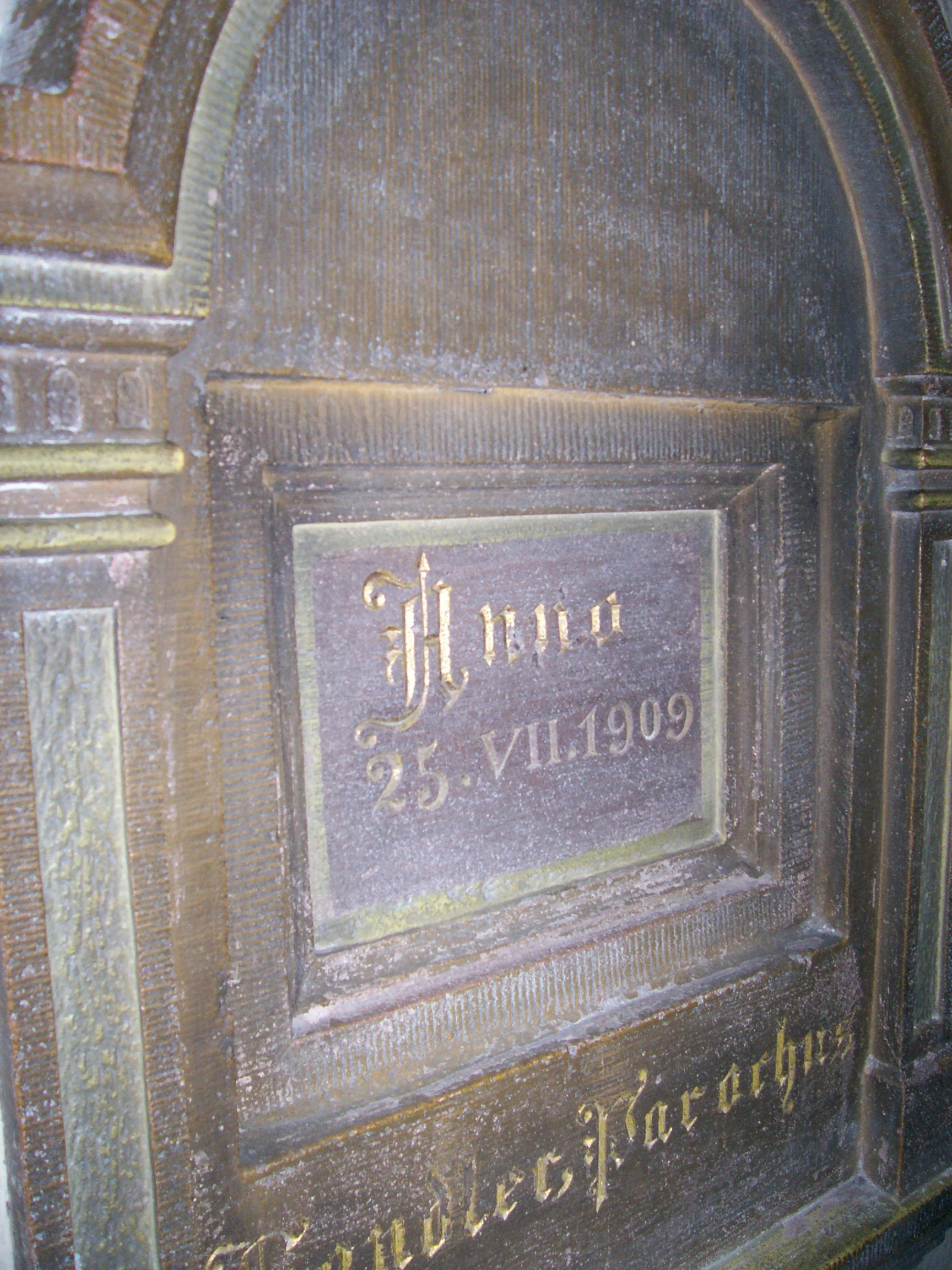
Miejsce, gdzie został wmurowany kamień węgielny z widoczną datą 25 lipca 1909 r.

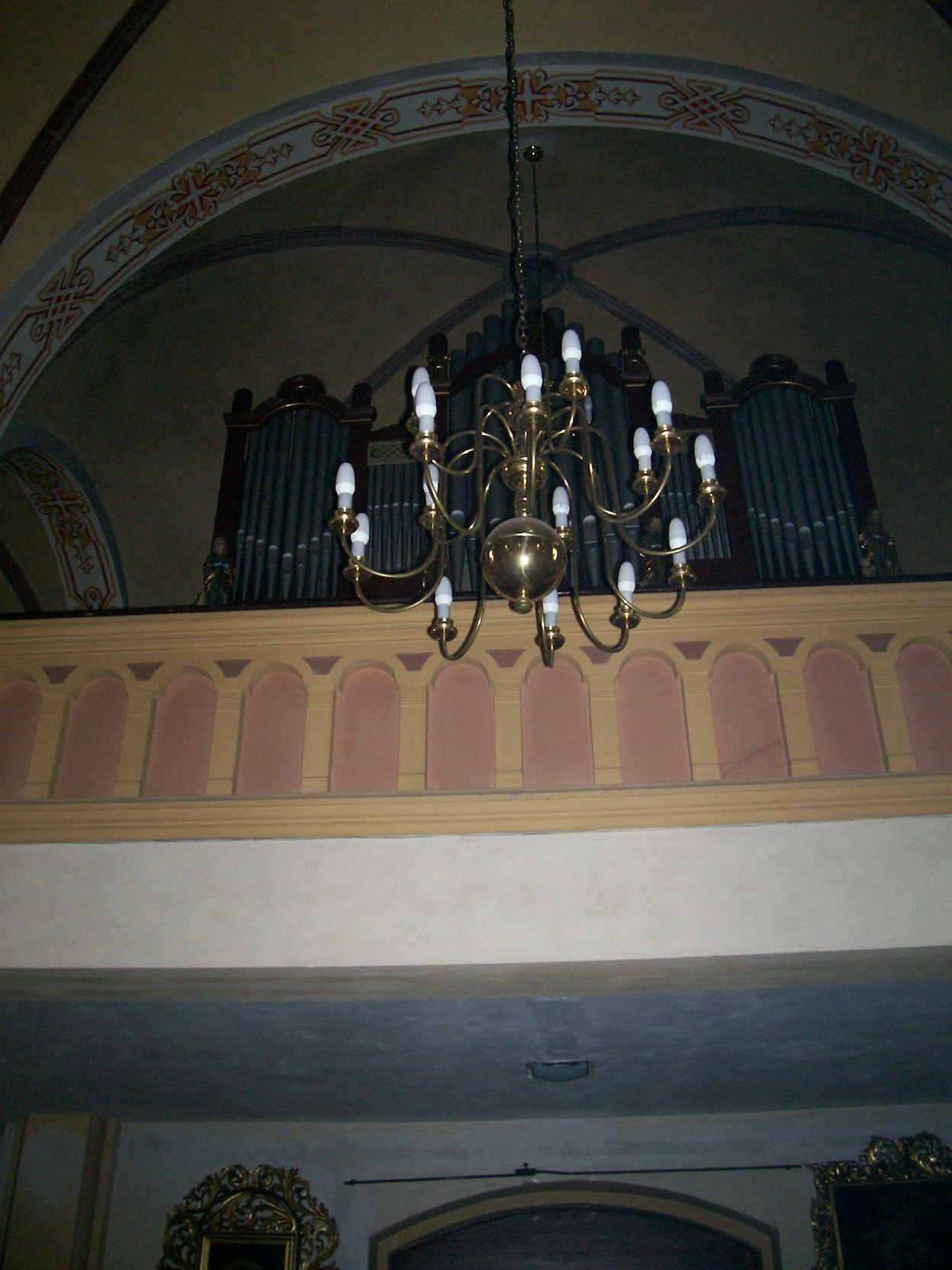
Chór i organy

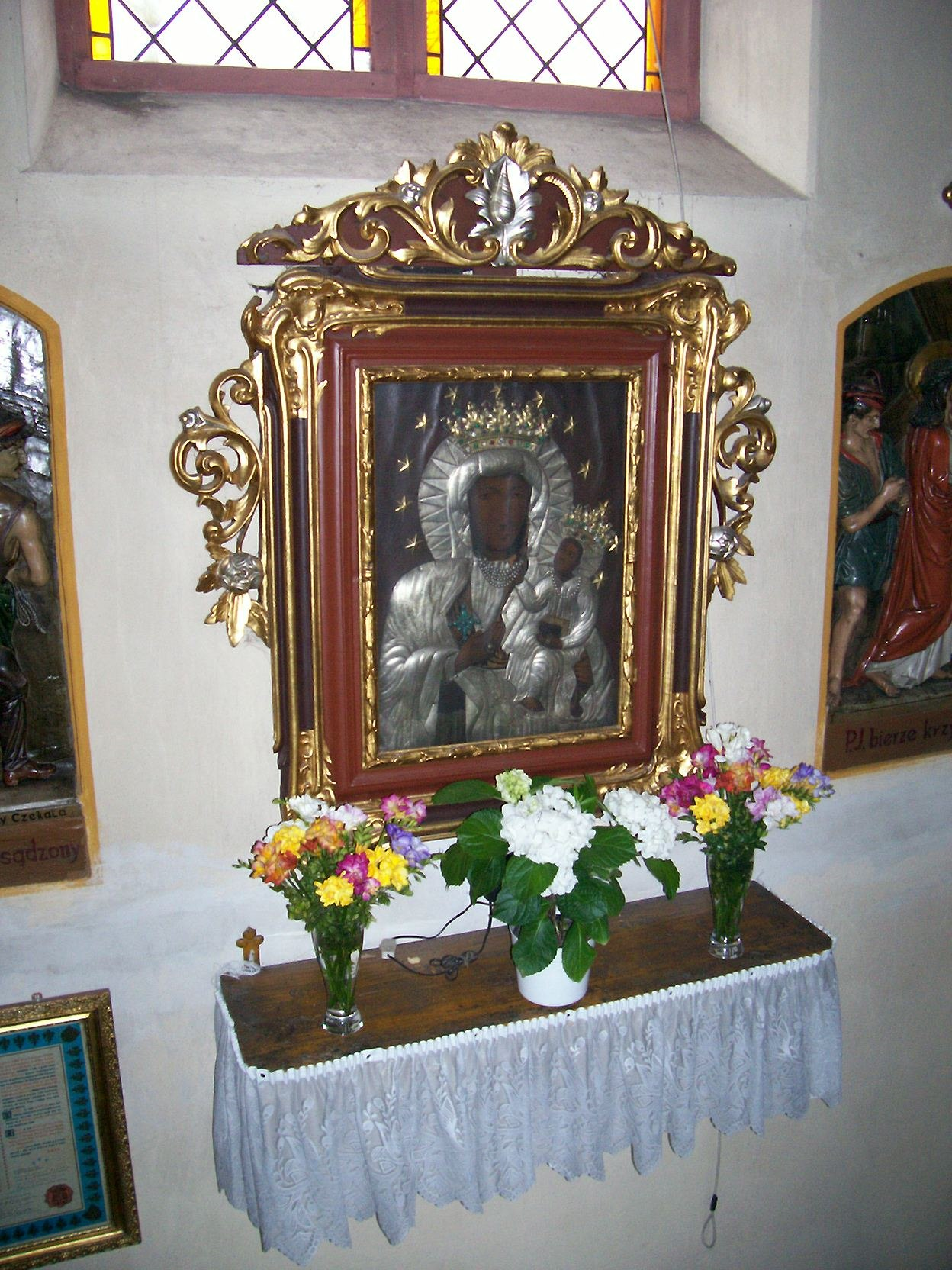
Obraz Matki Boskiej Częstochowskiej pochodzący z dawnego drewnianego kościoła

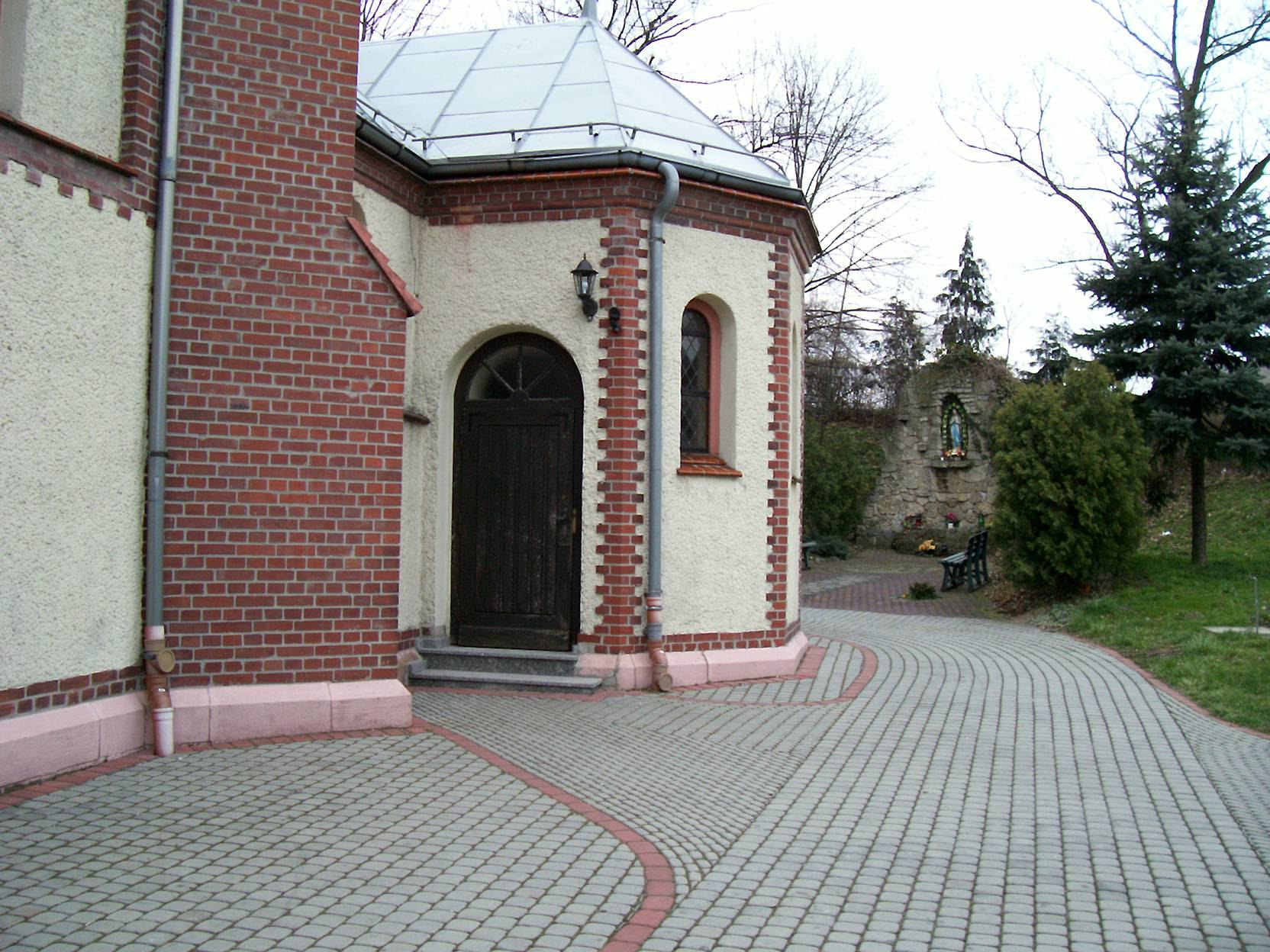
Zakrystia

## Historia
Pierwotnie wzniesiony został kościół drewniany w 1709 roku. Wieża pochodziła z wcześniejszego kościoła prawdopodobnie z XV lub XVI w.
30 sierpnia 1908 r. zmarła hrabianka Wanda von Gaschin, która była patronką drewnianego kościoła. Nowym patronem został Edgar Henckel von Donnersmarck, który stwierdził, że kościół grozi zawaleniem i powstał pomysł wybudowania nowej świątyni. W 1910 roku drewniany kościół przeniesiono do parku pałacowego, gdzie został uszkodzony podczas ostrzału artyleryjskiego. Ruiny drewnianego kościoła rozebrano w 1945 roku.
Pierwszy rysunek budowlany nowego kościoła powstał 20 kwietnia 1909 r. i wyszedł spod ręki mistrza budowlanego Jana Affa z Raciborza. Prace budowlane przebiegały sprawnie, gdyż dopisywała pogoda. 25 lipca 1909 r. odbyło się uroczyste wmurowanie kamienia węgielnego. W kronice parafialnej tak zostało opisane to wydarzenie:

Największe trudności w trakcie budowy kościoła sprawiały prace ziemne. Pogoda w lecie i w zimie bardzo sprzyjała budowie. Stąd dnia 25 lipca 1909 r. w sposób uroczysty mógł być położony kamień węgielny. Było to w niedzielę, w przecudne popołudnie, gdy odbywała się uroczystość wmurowania kamienia węgielnego. O godz. 3.00 po południu miały miejsce uroczyste nieszpory w starym kościele, do którego wcześniej przyniesiono też kamień węgielny. Przewodniczył im ks. Patas. Po ich zakończeniu, ruszyła długa procesja do nowego kościoła. Kamień węgielny był niesiony przez członków Rady parafialnej w otoczeniu dziewczyn z Kongregacji Mariańskiej. W nowym kościele, którego mury sięgały już wysokości około 2 metrów, przygotowano okolicznościową ambonę. Po obu stronach siedzieli członkowie rodziny hrabiów, patron hrabia Edgar Henckel von Donnersmarck, starosta Wallensamp z Raciborza, kapitan i zwierzchnik urzędowy Erhardt, sędzia Prosberg, mistrz budowlany Kuhnert, mistrz budowlany Affa. Chór kościelny założony przez ks. proboszcza Kandlera, którego zadaniem było od czasu do czasu zaprezentowanie jakiejś łacińskiej pieśni, otworzył uroczystość pieśnią „Die Himmel rühmen”. Ks. proboszcz Strzybny z Modzurowa wygłosił następnie kazanie w języku polskim, a ks. proboszcz Powollik z Gamowa krótką przemowę w języku niemieckim. Ks. proboszcz Kandler odczytał dokument w języku niemieckim, a w jego zastępstwie przewodniczący Rady parafialnej Dzieżok w języku polskim. Dokument został potem dołączony do kamienia węgielnego i zamknięty. Tenże kamień węgielny włożono w odpowiednie miejsce w prezbiterium i zamknięto. Po zakończeniu poświęcenia w starym kościele udzielono sakramentalnego błogosławieństwa. Na plebanii miał miejsce świąteczny poczęstunek, w którym udział wzięli: hrabia Edgar Henckel von Donnersmarck, starosta Wallensamp z Raciborza, kapitan Erhardt, Wiktor Rosber, dr Thomas z Baborowa, starosta Marhill, ks. Powollik, ks. Patas i ks. Strzybny. Było późno, bardzo późno, gdy ostatni gość skierował swój pojazd ku domowi.

3 października tego roku dokonano uroczystego wciągnięcia krzyża na wieżę. Natomiast w listopadzie budynek został w całości pokryty dachem. 13 lutego 1910 r. dokonano uroczystego poświęcenia dzwonów. Największy dzwon na cześć zmarłej patronki został nazwany Wanda, średni na cześć budowniczego kościoła, ks. Kandlera – Johannes von Nepomuck, a najmniejszy na cześć hrabianki Sary będącej dobrodziejką parafii – Sara. Natomiast sygnaturka pochodziła ze starego kościoła i została umieszczona w małej wieżyczce. 4 września 1910 r. odbyło się uroczyste poświęcenie kościoła. W kronice parafialnej tak zostało opisane to wydarzenie:

Biskup Wrocławia, kard. Georg Kopp, zapowiedział patronowi [kościoła], że zamierza osobiście przejąć poświęcenie kościoła. Odpisał jednak i zlecił poświęcenie dziekanowi, ks. Pflegerowi z Ostroga. W niedzielę 4 września 1910 r. miał zatem miejsce ten uroczysty akt. Przed kościołem i na ulicy postawiono wspaniałe triumfalne bramki. Dokładnie o godz. 9.30 przed południem pojawił się ks. dziekan Pfleger, został pozdrowiony przez liczną rzeszę ludzi. Ks. proboszcz Kandler zwrócił się do niego w krótkim i serdecznym słowie powitania w języku niemieckim po czym chór dziecięcy zaśpiewał pieśń chorałową: „Die Himmel rühmen”. Następnie właściwi budowniczowie w procesji udali się do starego kościoła i powrócili wraz z Przenajświętszym. W nowym kościele ks. Patas z Makowa wygłosił półgodzinne kazanie w języku polskim. O godz. 11.00 ks. dziekan, któremu asystowali ks. Strzybny z Modzurowa i ks. Solenia z Grzędzina, celebrował uroczystą sumę. Podczas sumy chór kościelny pięknie, a właściwie można powiedzieć – przecudnie, wykonywał Mszę św. Antoniego według Filkego z towarzyszeniem orkiestry instrumentalnej przy współpracy pana Lehrera. Po Mszy św. ks. dziekan Faika, proboszcz z Raciborza, wygłosił piękne kazanie w języku niemieckim, które zakończył Te Deum i błogosławieństwem. Mimo złej, deszczowej pogody, zgromadziło się bardzo wiele ludzi, kościół pomieścił wszystkich, a w tyle było jeszcze około 100 miejsc stojących. Po sumie została wręczona wspólna odznaka honorowa kościelnemu Brzenska z okazji jego 25-letniej działalności na stanowisku kościelnego.
O godz. 13.00 wytworna uczta zjednoczyła na plebanii ok. 20 osób. Następujący panowie wzięli w niej udział: hrabia Edgar Henckel von Donnersmarck, najwyższy radca stanu Michelly z Opola jako zastępca rządu książęcego, ks. dziekan Pfleger z Ostroga, ks. Faika dziekan i proboszcz Raciborza, nadburmistrz Bernert, radca stanu Lüdke, profesor Rosenthal; duchowni: Namyslo, Melzer, Solenia, Patas, Strzybny, Pfleger, okręgowy inspektor szkolny dr Raik, adwokat Pioschetz i inni. Ks. proboszcz Kandler podniósł toast ku czci cesarza Wilhelma II i papieża Piusa X. Jemu odwzajemnił się najwyższy radca stanu Michellz i przekazał życzenia i pozdrowienia od prezydenta rządu z Schwerin. Po patronie (który często krytycznie się wyrażał i dotąd nic nie wyłożył na kościół, a jedynie uczestniczył w kościele zamkowym) przemówił ks. Faika. Na koniec wypowiedział się jeszcze profesor Rosenthal, z niebywałą życzliwością dla ks. Kandlera. Długo, aż do północy, pozostawali razem uczestnicy święta w przyjaznej i niezmąconej atmosferze.

W latach 1913–1914 za sprawą hrabiego Edgara Henckel von Donnersmarck wybudowano nowy kościół na miejsce starego przypałacowego. W czasie I wojny światowej ks. Kandler został zmuszony do oddania na cele wojenne dwa największe kościelne dzwony. 23 października 1922 r. nowy przypałacowy kościółek został poświęcony przez opata z St. Ettal. 30 marca 1924 r. ks. Kandler dokonał poświęcenia dwóch nowych dzwonów, odlanych w odlewni dzwonów „Schilling”. Nowe dzwony zostały odlane ze stali, a nie z brązu, aby nie można było ich znów oddać na cele wojenne. W okresie od lipca 1926 r. do maja 1927 r. przeprowadzone zostało pierwsze malowanie kościoła, które nadzorował artysta malarz Klink z Babic. 1 kwietnia 1928 r. nowym patronem kościoła został W 1929 r. plebania oraz kościół zostały objęte elektryfikacją, która została w całości sfinansowana przez hrabiego Hansa Henckel von Donnersmarck. Od 1 grudnia 1938 r. staraniem ks. Gutsfelda kościół zyskał instalację grzewczą.
W listopadzie 1941 r. w wyniku burzy runął z wieży krzyż, który uszkodził dach świątyni. Powstała w wieży dziura została prowizorycznie załatana ocynkowaną blachą. 28 marca 1945 r. nastąpiła intensywna wymiana ognia pomiędzy wojskami niemieckimi i radzieckimi, w wyniku której uszkodzona została fasada kościoła i dach wieży. Ponadto średni dzwon został trafiony pociskiem armatnim, a dachy kościoła i plebanii zostały uszkodzone. Zniszczone zostały także okna od strony wschodniej, a wojska radzieckie ograbiły organy z piszczałek, a także zagarnęły paramenta kościelne, w tym ornaty, bieliznę i sztandary. W wyniku działań wojennych zniszczeniu uległ stojący przed kościołem krzyż misyjny.
W lutym 1947 r. okoliczna młodzież nabyła modrzew celem wykonania nowego krzyża misyjnego. Obróbka nabytego drewna została dokonana przez pracowników tartaku w Krowiarkach, a prace ciesielskie P. Fiegler. Krzyż został udekorowany wieńcem świerkowym przez młodzież żeńską. Krzyż został uroczyście poświęcony przez ks. Gutsfelda i osadzony na miejscu zniszczonego. W Wielki Piątek tego samego roku pięcioma wozami zostało sprowadzone drzewo z lasu w celu odbudowy zniszczonej wieży. Środki na zakup drzewa pozyskano ze sprzedaży mieszkańcom Modzurowa wapna, które zostało wcześniej zakupione za sprawą przeoryszy Markiny. Na przełomie zimy i wiosny 1947 r. odlano ze śmigła radzieckiego samolotu, który został zestrzelony na Kopaninie krzyż aluminiowy na wieżę. Krzyż mierzył 2,8 m wysokości i 1,6 m szerokości, a wykonali go kowale w kuźni A. Czekalla „U Domsa”. Trzy zewnętrzne ramiona krzyża zakończono motywem w kształcie tulipana. Z blachy aluminiowej powstał również wiatrowskaz w postaci anioła z puzonem. 3 maja 1947 r. dokonano poświęcenia krzyża, który po mszy św. został osadzony na wieży. Rusztowanie, które zostało postawione w celu zamontowania krzyża posłużyło także do remontu wieży. W lutym 1948 r. zakupiono wagon cementu, aby odbudować zniszczone schody prowadzące do kościoła oraz mur oporowy od południa. Staraniem parafian odnowiono tabernakulum i wykonano prowizoryczne złocenia. W 1948 r. nowy proboszcz, ks. S. Dylong rozpoczął generalny remont organów.
Remont organów zakończono w 1951 r. W 1952 r. okna kościoła zostały wymienione na rodzaj kolorowych witraży. W 1957 r. założono pod tynkiem kościoła nową instalację elektryczną, a w 1958 r. dokonano malowania wnętrz świątyni. W 1959 r. dokonano poświęcenia i zawieszenia nowego dzwonu „Stanisław” na miejscu poprzedniego, zniszczonego podczas wojny.
W 1966 r. wykonano nowe ogrodzenie wzdłuż drogi przed kościołem, a także nowe ogrodzenie przed cmentarzem. W 1967 r. obok kościoła została wzniesiona tzw. „grota lurdzka”.  W 1968 r. wieża kościoła została pokryta blachą. W 1969 r. rozebrano stodołę parafialną, a teren został ogrodzony płotem.
W 1986 r. ze względu na zły stan techniczny krzyża misyjnego na jego miejsce wykonano nowy w tartaku i stolarni w Krowiarkach.

## Architektura

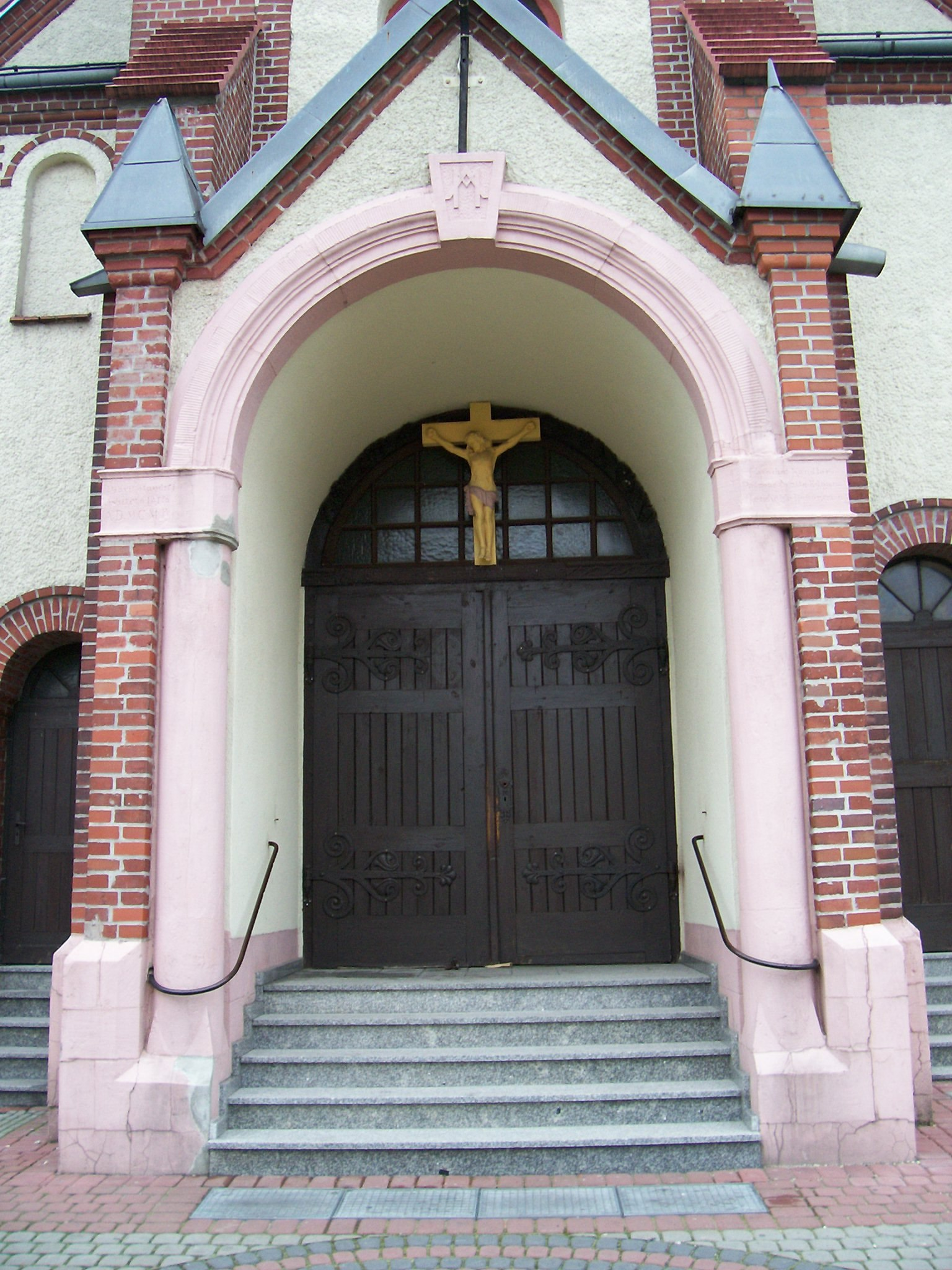
Portal z kolumienkami

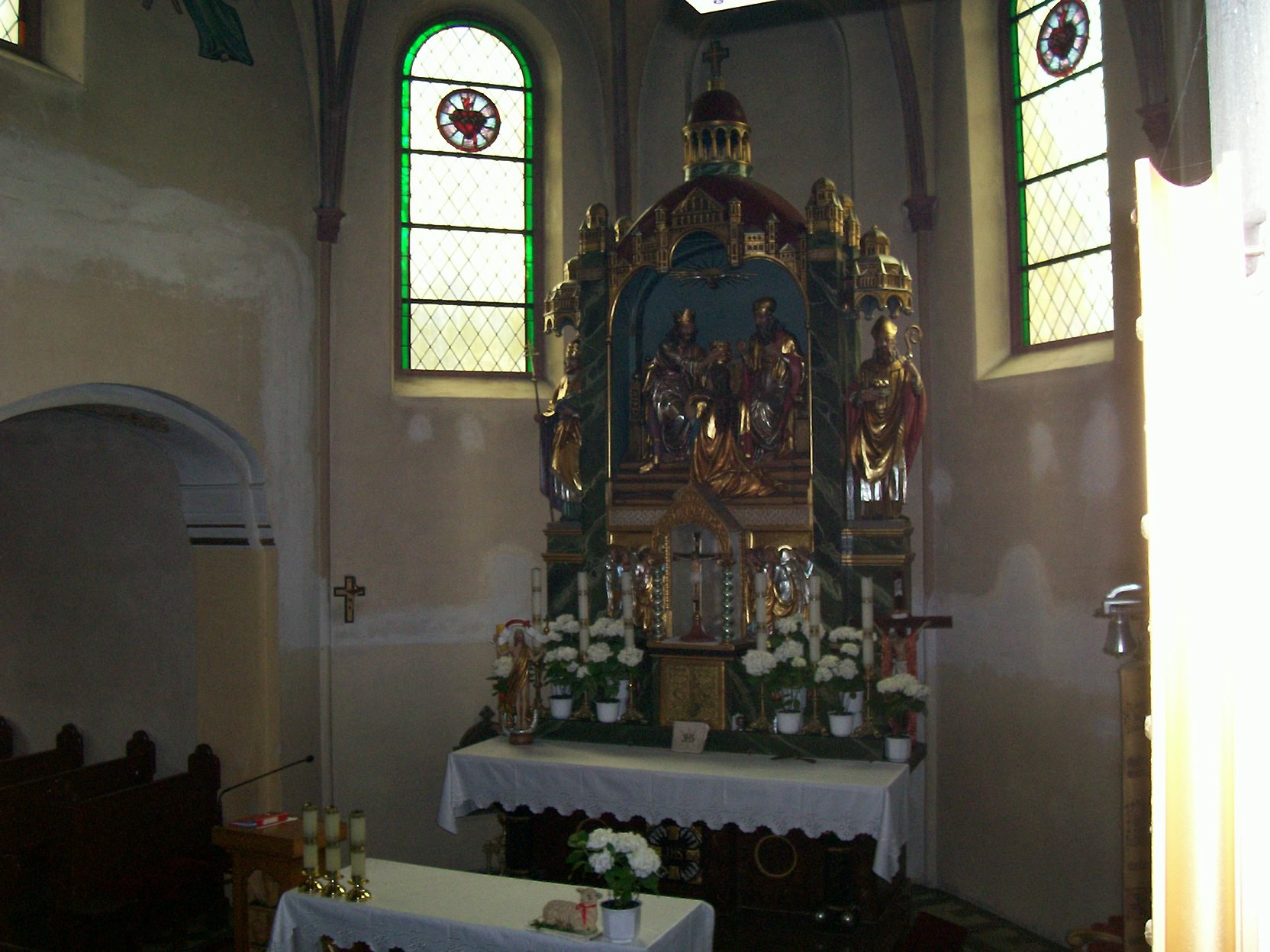
Ołtarz główny

Świątynia została zbudowana w stylu neoromańskim, jest orientowana i murowana z cegły i kamienia. Układ przestrzenny kościoła opiera się na układzie kwadratów zestawionych w taki sposób, że każdemu dużemu kwadratowi nawy głównej odpowiadają dwa mniejsze kwadraty naw bocznych, które są o połowę węższe. Świątynia posiada 3 nawy: główną i dwie boczne, które mają jednakową wysokość. W związku z tym naturalne światło dochodzi tylko do naw bocznych, a świątynia jest kościołem halowym.
Na przedłużeniu nawy głównej znajduje się wieża. Zbudowana została na planie kwadratu. Wieża posiada bliźnie okna, które są zamknięte półokrągłym łukiem. Filary są prostokątne ze służkami na narożnikach, a arkady międzyfilarowe zamykają się półokrągłym łukiem. Świątynia posiada krzyżowe sklepienie z kamiennymi żebrami. Wystąpienie żeber świadczy o niekonsekwencji stylu, bowiem sklepienie żebrowe pojawia się w stylu gotyckim bądź też neogotyckim. Prezbiterium tworzy półokrąg, gdzie po stronie północnej znajduje się loża, natomiast po stronie południowej zakrystia.
Przed wejściem do kościoła znajduje się okrągły łuk, co nie jest również cechą romanizmu. Na uwagę zasługuje również portal z kolumienkami, płytkie arkady oraz lizeny. Wnętrze budowli zdobią barwne malowidła, rzeźby i obrazy. W kościele znajdują się trzy ołtarze. Główny ku czci Narodzenia Najświętszej Maryi Panny został ufundowany przez hrabiego Henckel von Donnersmarcka, natomiast wykonał go T. Buscher z Munster. U szczytu głównego ołtarza przedstawiona jest scena Narodzenia Najświętszej Maryi Panny poprzez figury Boga Ojca, Syna Bożego, Ducha Świętego i Najświętszą Maryję, która jest koronowana przez Syna Bożego. Ołtarze boczne to ufundowany przez mieszkańców Krowiarek ku czci Serca Pana Jezusa oraz 14 Wspomożycieli wykonany również przez T. Buschera. Przed ołtarzem głównym znajduje się ołtarz przenośny, gdzie we frontowej części znajduje się płaskorzeźba przedstawiająca scenę z Emaus. Obok tego ołtarza stoi ambona, na której znajdują się płaskorzeźby przedstawiające 4 Ewangelistów. Zarówno przenośny ołtarz jak i ambonę wykonał Pan Masorz z Rybnika. W kościele znajdują się również figury św. Antoniego i św. Wincentego, które wykonał T. Buscher. Droga Krzyżowa oraz witraże wykonane zostały przez firmę z Munster, natomiast ambona została wykonana w Ratyzbonie, a chrzcielnica w Dziergowicach z kamienia sztukatorskiego.
Ze starego drewnianego kościoła zachowały się dwa obrazy. Barokowy obraz św. Antoniego pochodzący z około połowy XVIII wieku w ramie akantowej, który obecnie znajduje się pod chórem. Drugi obraz przedstawia Matkę Boską Częstochowską w metalowych sukienkach pochodzący prawdopodobnie z XVIII wieku i umieszczony obecnie w nawie bocznej. Na strychu świątyni znajduje się również kilka uszkodzonych rzeźb barokowych również pochodzących ze starego kościoła. Oprócz tego zachował się relikwiarz Krzyża w formie krzyża i złocony z 1760 r., kielich mszalny z 1761 r., księga chrztów od 1760 r., ślubów od 1766 r. i zgonów od 1898 r., dzwon odlany przez F. Schillinga w Apoldzie z XIX wieku.